# Colletes ruficollis
Colletes ruficollis är en biart som beskrevs av Heinrich Friese 1925. Colletes ruficollis ingår i släktet sidenbin, och familjen korttungebin. Inga underarter finns listade i Catalogue of Life.